# 理光GR III
理光GR III是在2019年3月推出的固定镜头便携式数码相机，由理光公司进行设计制造。相比前代机型重新构建了镜头设计，且更换了传感器，增加了机内防抖功能，取消了内置闪光灯，但依然保持系列特色的等效28mm焦距。
其是理光GR系列数码相机主序列的第七款机型，也是自2013年换装APS-C规格图像传感器以来的第三款机身，以罗马数字Ⅲ后缀标识，通常写作III，爱好者中也简写作“GR3”。

## 开发背景
理光公司在2013年，将GR系产品装入了APS-C规格的图像传感器，将这一系列相机的画质提升到了新的水平线；其在2015年推出的 GR II 产品中规中矩，传感器与镜头均沿用之前设计。
在2016年，受到索尼半导体预告停产16MP传感器的影响，如富士胶片X70（2016年初上市），理光GR II皆宣告停止生产，也使得后续机型紧迫性提升。
在2018年9月，Photokina 2018上，理光宣布了其下一代产品「RICOH GR III」的开发计划，对外确定了新机的一些参数：
- 镜头重新设计，依然为18.3mm F2.8规格，为4群6枚构成，其中含2枚非球面镜片（GR II 为5群7枚，其中含2枚非球面）
- 传感器为新款，像素数为2424万
- 采用相位差检测和对比度检测并行的混合对焦模式
- 配置传感器移位型相机抖动校正机构「Shake Reduction」
- 利用前述SR机制，实现类似同期 Pentax 单反相机上用于减少摩尔纹的「ローパスセレクター」功能；反过来意味着传感器本身不具备低通滤镜
- 视频拍摄规格为 1920 x 1080/60p
- 配备了USB C型接口，支持数据传输，以及为相机充电

在2018年12月，理光举办的面向摄影师和媒体的小范围活动「GR NIGHT」上，公开了可以用于实拍的 GR III 机型；
同时透风价位为「略高于10万円的价格」（日语：10万円を少し超えるぐらい）。

## 机型
理光GR III与其他机器相比的一些特色功能或参数：
- 除了自动对焦、手动对焦模式外，GR系列特别设置了SNAP拍摄模式，可以直接在设定的对焦距离直接释放快门，根据光圈设定超焦距，适合街拍获得快速清晰的照片。自动对焦引入以来，照相机一般配置双程快门按钮，第一程为自动对焦确认作用，GR III 支持完全按下，直接进行SNAP拍摄。这一功能在2020年的「Street Edition」引入触摸屏实现，也在随后固件中释放到普通版本[4]。
- 传感器防抖模组，三轴自由度补偿，达到约4档的防抖效果；同时由于具备这一机构，所以也可以进行像素位移合成，以达到抑制摩尔纹的效果；这也使得其成为具备像素位移功能的最小型照相机机身[5]。
- 前一代机型支持裁剪至等效35mm焦距，成为快拍机的一个流行功能；在2015年款的Leica Q上支持在28、35、50中切换。这一代因为像素提升至24MP，亦进一步支持裁切到等效50mm，依然保留约7MP可用。
- 内置ND镜。这一代配置了内置ND，可以降低约两档曝光，在需要慢门营造长曝光效果，或者烈日下尽量开放光圈拍摄时可以起效；
- 这代机身增加了机内RAW后处理，或称RAW显影的功能，可以根据自己需求，在拍摄后调校输出。
- GR III 取消了内置闪光灯，且热靴定义P-TTL（Pentax测光）类型
- 本代机身右手侧配置单独 USB Type-C 接口，除了支持数据传输与充电，也支持DisplayPort Alternative Mode进行视频输出。
- 无线传输支持IEEE 802.11b/g/n(HT20)，也支持蓝牙4.2版本的低功耗模式。在上市初期，GR III并不配备 Wi-Fi传输与控制功能，直到2019年4月，随1.10固件开启了该功能。
- 电池取消了自2009年的GRD III以来沿用的DB-65，更换到了之前在THETA系列机身内出现的DB-110型号，虽然能量达到4.9Wh，但CIPA测试（日语：カメラ映像機器工業会）的续航反而缩减了[6]。

### 附件
官方为GR III提供了一些附件，可扩展功能或进行装饰。
功能型附件
- GW-4，外接广角转换镜（英語：Wide Conversion Lens），可配合实现等效21mm；需与转接环GA-1一同使用
- GV-1及GV-2，28mm视角的外设光学取景器，安装于靴式座上；前者可提供21mm视角
- AF200FG/AF201FG/AF360FGZ II/AF540FGZ/AF540FGZ II，TTL闪光灯
- CA-3，快门线
- DB-110，充电式锂离子电池
- BJ-11，适配的电池充电器

装饰或配置型附件
- GK-1，热靴盖
- GN-1，装饰环
- GC-9/GC-10，装饰软包
- GS-1，腕带
- GS-3/ST-2，颈带

### 固件升级
| 版本号 | 发布时间   | 更新内容                                                                                    |
| ------ | ---------- | ------------------------------------------------------------------------------------------- |
| 1.0    | -          | 出厂固件                                                                                    |
| 1.10   | 2019-04    | Wi-Fi传输与控制，与智能手机设备的「Image Sync」合作                                         |
| 1.20   | 2019-07-04 | * 地平线校正 * 使用“播放”按键唤醒相机时，速度更快 * 连拍时亮度变化的曝光匹配 * 正片負沖滤镜 |
| 1.30   | 2019-10-10 | * 添加交叉处理英語：到菜单，增加自定义功能 * 改善弱光对焦性能 * RAW显影优化                 |
| 1.41   | 2020-07-30 | * 触摸屏幕即可进行的「全按快照」                                                            |

### 特别版本
2020年6月，理光推出 「RICOH GR III Street Edition」版本套装，橙黑配色；首发配置了单点触发快门的功能，其在GR Blog中声称其更适合街拍摄影，随后这一功能也在新固件中发放至普通GR III机型。
2020年11月，理光在中国大陆发布了限定版本「GRowING」，具备绿色的饰皮与装饰环。

### 姊妹机型

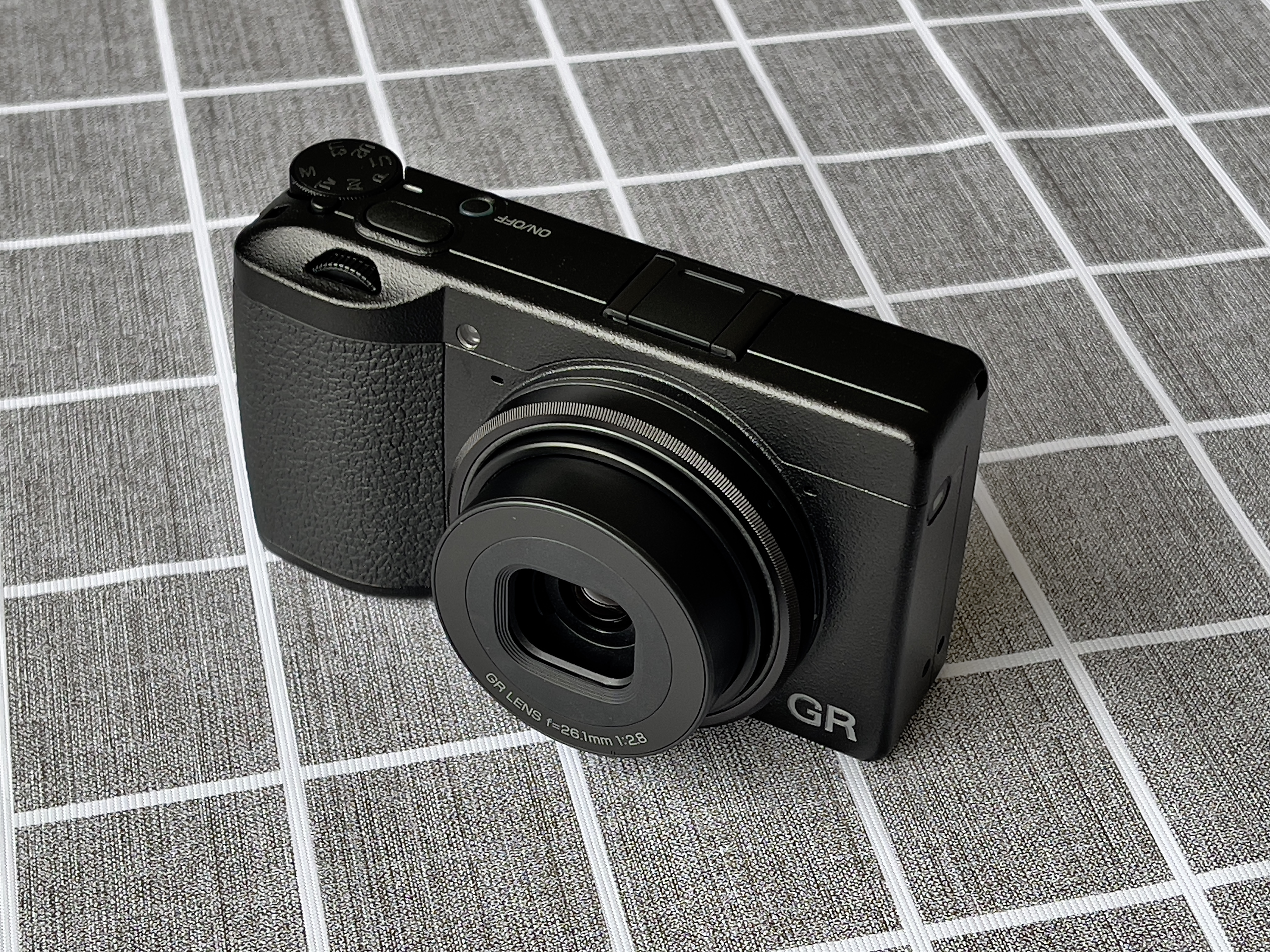
理光GR III x

2021年，理光发布了其姊妹机型，GR III x。
该机型在大部分机身设计上与GR III共享，唯有镜头更换为26.1mm的全新设计；在APS-C幅面下，折换为等效40mm —— 这在GR系列历史上都是不曾有过的设定。
此外，这一机型相比GR III原版，增加了约5g重量。

## 市场与营销
理光GR系列有自己的拥趸，这也使得其在市场宣传与营销方面显得相对低调。但在2020年9月30日，理光映象上海部分宣布，由中国大陆演员李现担任其产品（包括GR III）的全球代言人。
质量问题
在上市后不久，即有用户发现在GR III上新增的背拨盘旷量较大，甚至会发生位移。理光日本随后在3月29日提出召回与免费维修。
但在2021年，依然有用户声称存在关于后拨轮的失效情况。
竞争机型
理光GR III 与一些机型构成了竞争关系，主要有几类：
- 由于焦距相似或传感器尺寸可比性，而在画质方面竞争。这一类机型如富士XF10、徕卡Q2等。
- 机身的紧凑和便携性相似，而有日常携带上的竞争。这一类机型如索尼的RX100系列等。
- 同价位选择。

## 评价与奖项
DPReview认为，GR III 的自动对焦相比前代有进步，只在光线不足或者低对比的情况下挣扎；作为口袋式便携机画质出色；CIPA标准测试的200张续航相对较少，而在晴天强烈光线下屏幕难以看清，而没有EVF可供选择。取消内置闪光灯的变化让依赖闪光街拍的拥趸难以适应。
Imaging Resource 肯定了GR III在低照度环境下的可用性，其IBIS对街拍手持的场景辅助较大，但也提到了电池寿命缩短。